# Lilium arboricola
Lilium arboricola é uma espécie de planta com flor, pertencente à família Liliaceae.
A planta é nativa de Myanmar.